# Suzuki Baleno

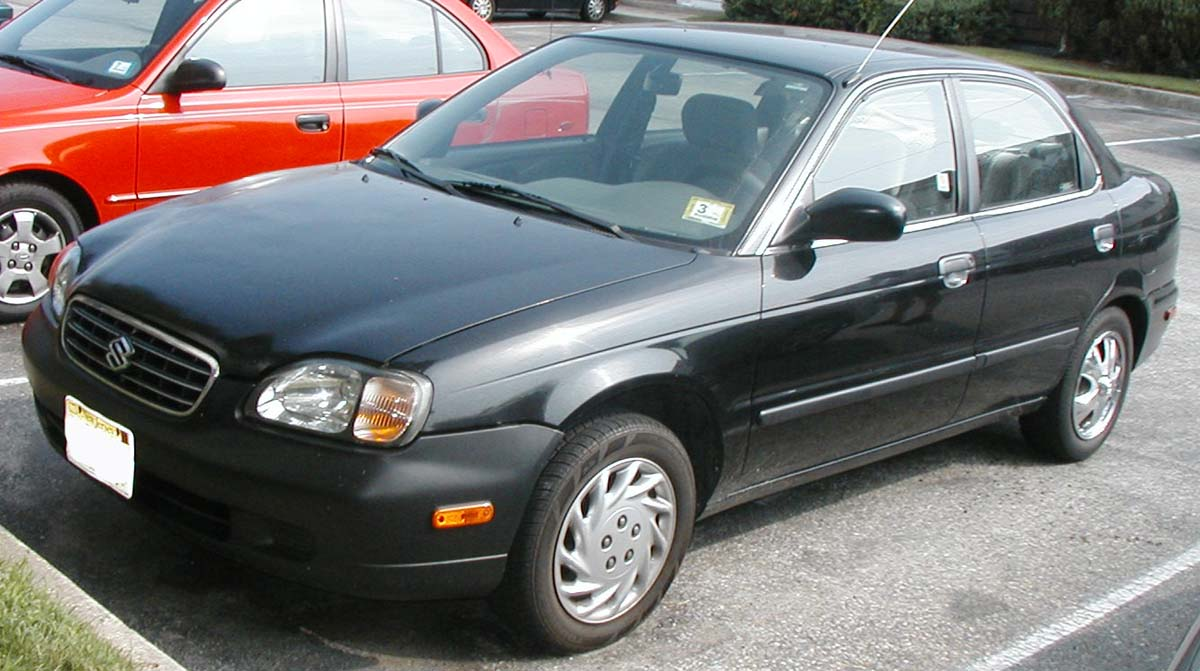
Suzuki Baleno Sedan

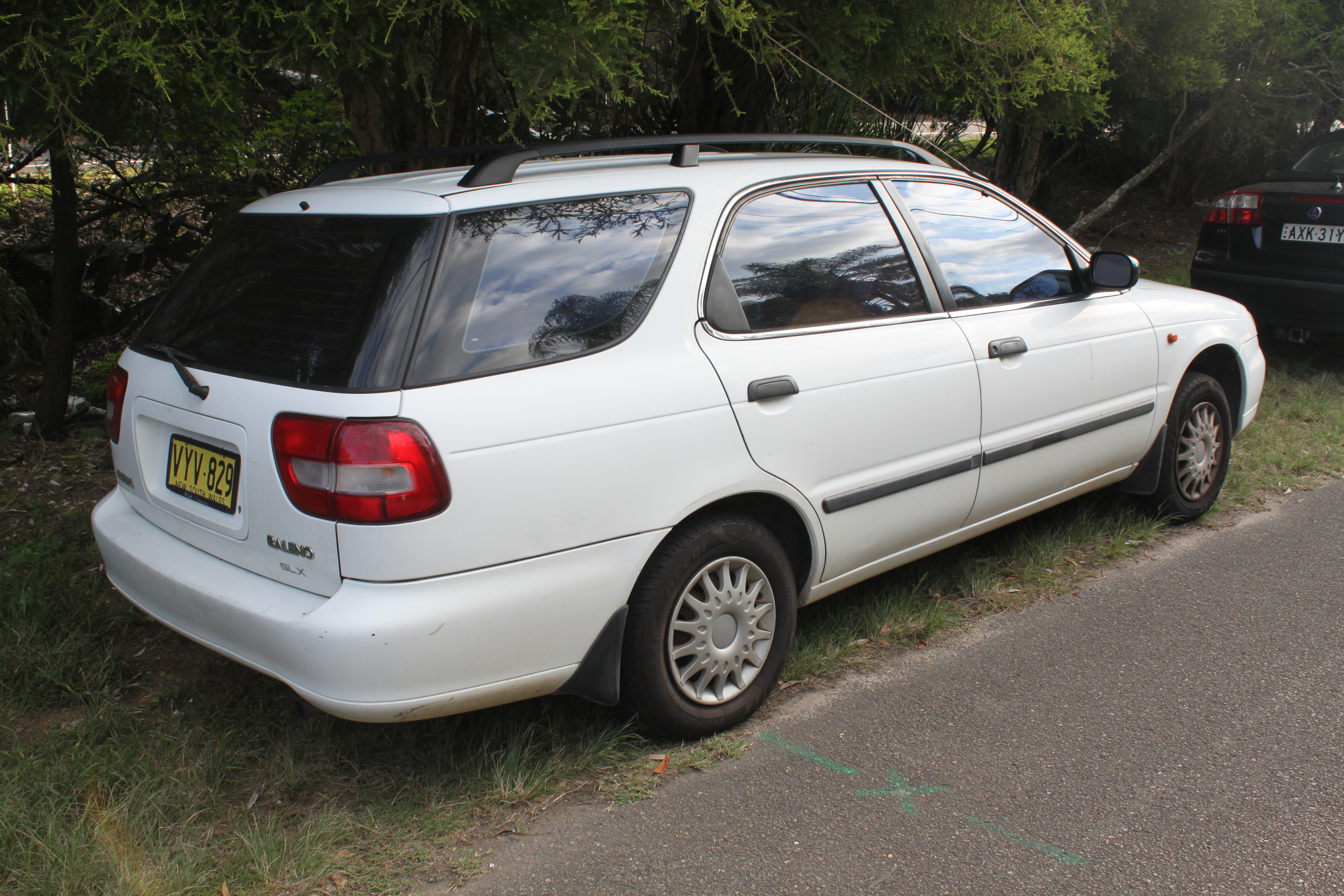
Suzuki Baleno Kombi

Suzuki Baleno är en mindre mellanklassbil som presenterades 1995 i två utföranden: tredörrars halvkombi och fyradörrars sedan. Året därpå tillkom också en kombimodell. På vissa marknader fanns bensinmotorer på 1,3 och 1,8 liter samt en 1,9-liters turbodieselversion; i Sverige var Baleno dock endast tillgänglig med en 1,6-liters bensinmotor på 72 kW (99 hästkrafter). Kombimodellen sålde förhållandevis bra i Sverige, sannolikt främst beroende på attraktivt utseende och gynnsamt pris. Från och med årsmodell 1998 erbjöds även en kombimodell med permanent fyrhjulsdrift. 
År 1999 ansiktslyftes Baleno, främst med ny front, samtidigt som fyradörrarssedanen slopades på den svenska marknaden. Detta år tillkom också specialversionen Baleno GS 2000 som hade en starkare motor samt lättmetallfälgar och dekorstriping som standard. År 2002 lades tillverkningen i Japan av Suzuki Baleno ned, utan att någon riktig ersättare presenterades. Dock kan MPV-bilen Suzuki Liana från samma år ses som något av en efterträdare rent storleksmässigt. Dessutom lanserades Liana även som fyradörrarssedan, vilken kan jämföras med Baleno Sedan, men denna version togs aldrig in i Sverige. Men såldes dock som "Baleno" i Indonesien.
Sedan produktionen i Japan lagts ned i Japan fortsatte modellen tillverkas i Indien under namnet Maruti Baleno fram till 2007. 
På vissa marknader marknadsfördes bilen under namnet Suzuki Esteem. I Japan hette den inledningsvis Cultus Crescent och sedan enbart Cultus.